# Januskinas
Januskinas eller JAK är en subenhet till cytokinreceptorer. Det är ett enzym med tyrosinkinasaktivitet, som aktiveras av andra JAK:ar. Ett ligand binder två cytokinreceptorer till varandra. Det ingår i JAK-STAT-signaltransduktionsvägen.
En grupp av läkemedel som kallas selektiva immunsuppressiva medel, omfattar så kallade "Janus-associerat kinas (JAK) -hämmare" (mot bland annat Reumatoid artrit).